# Chikangawa Forest Reserve
Chikangawa Forest Reserve, auch: Viphya Plantation ist ein Forst im größeren South Viphya Forest Reserve in Chikangawa, Malawi. Er wurde 1948 angelegt und bedeckt mehr als 1147,8 km². Der Forst besteht hauptsächlich aus importierten Kiefern. Die Viphya Plantation wurde 1964 gegründet in einem gescheiterten Versuch Bauholz zu produzieren. Zum Forest Reserve gehören auch verschiedene einheimische Immergrüne Bergwälder. Das Reservat wurde geschaffen, um die natürlichen Wälder der Viphya Mountains zu schützen. Die Wälder bieten Habitate für zahlreiche Pflanzen- und Tierarten und sollen mit nachhaltigem Forst-Management bewirtschaftet werden.

## Geschichte

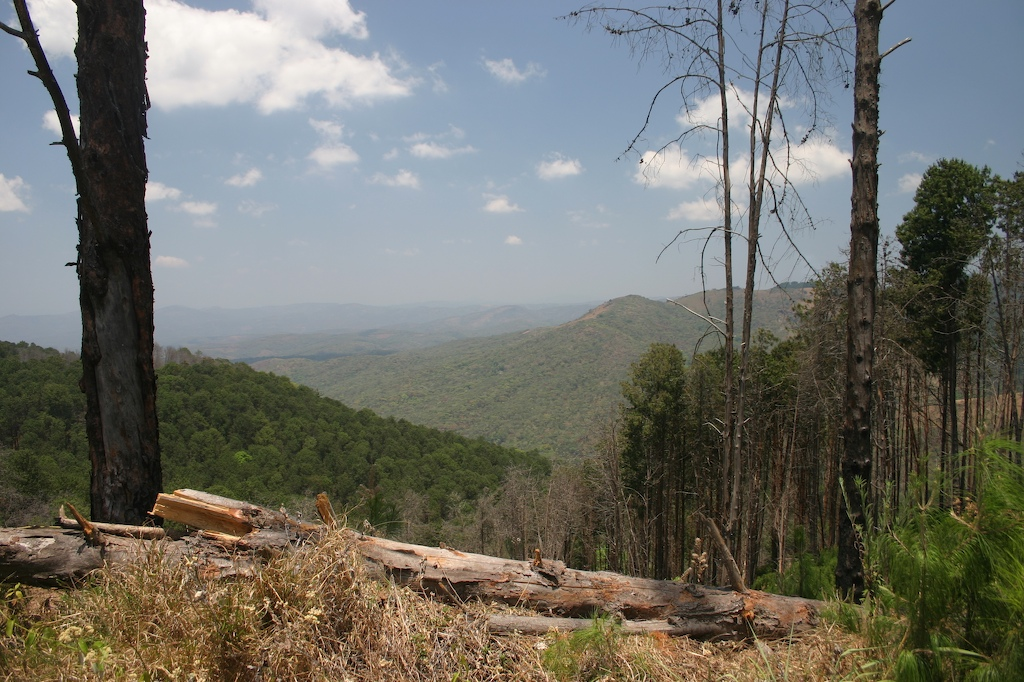
Wald im nördlichen Chikangawa

Das Chikangawa Forest Reserve wurde 1948 als Schutzgebiet gegründet. Über die Jahre hat es eine wichtige Rolle für den Schutz der natürlichen Ressourcen und die Bereitstellung von Holz gespielt. Illegaler Raubbau stellt eine dauernde Bedrohung dar.

## Mission
Die Aufgabe des Reservats besteht darin, die Waldressourcen nachhaltig zu erhalten und zu bewirtschaften und gleichzeitig den örtlichen Gemeinden Vorteile zu bieten und die nationale Entwicklung zu unterstützen. Die Vision des Reservats besteht darin, ein gesundes und produktives Waldökosystem zu erhalten, das den Erhalt der Artenvielfalt, eine nachhaltige Waldbewirtschaftung und die Entwicklung der Gemeinden unterstützt. Das Ziel des Chikangawa-Waldreservats besteht darin, die Erhaltung und nachhaltige Nutzung der Waldressourcen in Einklang zu bringen und so die langfristige Gesundheit des Waldökosystems zu gewährleisten. zu den besonders schützenswerten Arten im Reservat gehören Widdringtonia whytei (Mulanje cedar/cypress) und Rote Stummelaffen.

## Management
Das Reservat wird von der Forstbehörde verwaltet, die für die Umsetzung der Schutz- und Bewirtschaftungsmaßnahmen verantwortlich ist.

## Katastrophen
Am 10. Juni 2024 stürzte eine Dornier 228 der malawischen Streitkräfte mit dem Vizepräsidenten von Malawi (Wotsatira wa Mtsogoleri wa Dziko la Malawi; Wachiŵili kwa Mlongozgi wa charu cha Malaŵi) Saulos Chilima, der früheren First Lady (Madona oyamba) Patricia Shanil Muluzi und sieben weiteren Insassen im Chikangawa-Waldreservat im Distrikt Nkhata Bay ab. Alle Insassen kamen bei diesem tödlichsten Flugunglück von Malawi ums Leben. Zum Zeitpunkt des Absturzes befanden sich das Flugzeug und seine Passagiere auf dem Weg von Lilongwe zum Flughafen Mzuzu in der Northern Region, um an einer Beerdigung teilzunehmen.